# Мовчун Петро Федосійович
Петро Федосійович Мовчу́н (нар. 6 вересня 1925, Біличі — пом. 3 червня 2010, Київ) — український скульптор; член Спілки радянських художників України з 1950 року.

## Біографія
Народився 6 вересня 1925 року в селі Біличах (нині у межах міста Києва, Україна). З 1932 по 1936 рік навчався у місцевій школі. Упродовж 1944—1950 років навчався у Київському художньому інституті, де його викладачем був зокрема у Михайло Лисенко.
У 1952 році, як лауреат Сталінської премії, отримав помешкання в Києві, в будинку на Хрещатику, № 27, квартира № 21. Пізніше жив в будинку на проспекті Берестейському № 89а, квартира 39. Помер в Києві 3 червня 2010 року.

## Творчість
Працював в галузі станкової та монументальної скульптури. Серед робіт:
станкова скульптура
- «Мати» (1949);
- «Піонерка» (1949);
- «Володимир Ленін» (1949);
- «Віссаріон Бєлінський» (1950, мармур; Третьяковська галерея);
- «Михайло Салтиков-Щедрін» (1952, мармур; Національний художній музей України);
- «Марко Вовчок» (1956);
- «Володимир Ленін» (1960, мармур; Національний художній музей України);
- «Тарас Шевченко» (1962, оргскло; Національний музей Тараса Шевченка);
- «Іван Франко» (1964, дерево);
- «Дмитро Менделєєв» (1967, граніт);
- «Микола Добролюбов» (1970-ті);
- «Лев Толстой» (1970-ті);
- «Григорій Сковорода» (1970-ті);
- «Панас Мирний» (1970-ті);
- «Михайло Коцюбинський» (1970-ті);
- «Марко Черемшина» (1970-ті);
- «Дмитро Зеров» (1970-ті);
- «Микола Лобачевський» (1970-ті);
- «Броис Патон» (1970-ті);
- «Леся Українка» (1980).

пам'ятники
- Тарасу Шевченку в Новій Одесі (1967, бетон, штучний граніт);
- Партизанам, Героям Радянського Союзу Володимиру Рябку, Валі Сафроновій, Ігорю Кустову у Брянську (1965, оргскло, граніт; архітектор Олексій Гайдученя;);
- Воїнам-водіям поблизу Брянська (відкритий 12 вересня 1968 року; архітектор Олексій Гайдученя)[3];
- Марку Вовчку Немирові (1971);
- Володимиру Леніну в Гадячі (1980);
- Лесі Українці в Саках (1988);
- Тарасу Шевченку в Золотоноші (1993).

Брав участь у республіканських виставках з 1949 року, всесоюзних та зарубіжних — з 1950 року. Персональні виставки відбулисяу Києві у 1971—1974, 1983 роках.

## Відзнаки
- Сталінська премія ІІІ ступеня (1952; за скульптуру Віссаріона Бєлінського)[1];
- Подяка Радянського комітету сприяння всесвітньому конгресу миролюбивих сил (1973)[1];
- Почесна грамота Радянського комітету захисту миру (1974; за плідний мистецький внесок у справу миру)[1];
- Заслужений художник УРСР з 1975 року (у зв'язку з 50-річчям)[1];
- Почесна грамота Президії правління Товариства культурних зв'язків з українцями за кордоном (1981)[1];
- Почесний громадянин міста Сак з 2009 року[1].